# Eureka, Wisconsin
Eureka là một thị trấn thuộc quận Polk, tiểu bang Wisconsin, Hoa Kỳ. Năm 2010, dân số của thị trấn này là 1.617 người.